# Cassidula nucleus
Cassidula nucleus är en snäckart som först beskrevs av Gmelin 1791.  Cassidula nucleus ingår i släktet Cassidula och familjen dvärgsnäckor. Inga underarter finns listade i Catalogue of Life.